# دوري أبطال آسيا لكرة الطائرة للسيدات 2025
دوري أبطال آسيا للكرة الطائرة للسيدات 2025 سيكون النسخة الأولى من دوري أبطال آسيا للكرة الطائرة للسيدات بحلته الجديدة، والنسخة الخامسة والعشرين إجمالًا من البطولة المعروفة سابقًا باسم بطولة آسيا للأندية للكرة الطائرة للسيدات، وهي بطولة دولية سنوية لأندية الكرة الطائرة للسيدات، ينظمها الاتحاد الآسيوي للكرة الطائرة (AVC) بالتعاون مع الاتحاد الفلبيني الوطني للكرة الطائرة (PNVF) والدوري الفلبيني الممتاز للكرة الطائرة (PVL). من المقرر أن تُقام البطولة في الفلبين خلال الفترة من 20 إلى 27 أبريل 2025.

## اختيار المضيف
في يناير 2025، كان من المقرر في البداية أن تكون كوريا الجنوبية وفيتنام خيارات محتملة لاستضافة البطولة. وفي الشهر التالي، أعلن الاتحاد الفلبيني الوطني للكرة الطائرة (PNVF) أن الفلبين ستكون المضيف الرسمي للبطولة.

## الفرق المشاركة

### الفرق حسب الاتحادات الإقليمية
| آسيا الوسطى (CAVA)                | شرق آسيا (EAVA)                                                          | أوقيانوسيا (OZVA) | جنوب شرق آسيا (SAVA)                                      | غرب آسيا (الاتحاد الآسيوي لكرة الطائرة) |
| --------------------------------- | ------------------------------------------------------------------------ | ----------------- | --------------------------------------------------------- | --------------------------------------- |
| - - [[\|إيران]] - [[\|كازاخستان]] | - - [[\|الصين]] - [[\|تايبيه الصينية]] - [[\|هونغ كونغ]] - [[\|اليابان]] | [[\|أستراليا]]    | - - [[\|الفلبين]] (المضيف) - [[\|تايلاند]] - [[\|فيتنام]] | [[\|الأردن]]                            |

ملاحظة
1. ↑  اليابان كان من المفترض أن ترسل بطل الدوري 1  [لغات أخرى]‏ لموسم 2023–24، إن إي سي ريد روكتس  [لغات أخرى]‏، للمشاركة في البطولة، لكنها انسحبت لاحقًا بسبب تعارض الجدول الزمني مع منافسات دوري SV  [لغات أخرى]‏ لموسم 2024–25.[6]

### الفرق المشاركة
باعتبارها الدولة المضيفة، يحق للفلبين إشراك فريقين في البطولة. لاحقًا، مُنحت الفلبين بطاقة دعوة لإشراك فريق ثالث. الفرق التالية من المتوقع أن تشارك في البطولة.
| الاتحاد              | الفريق                      | ترتيب الدوري المحلي                                                                                     |
| -------------------- | --------------------------- | --- |
| [[\|أستراليا]]       | كوينزلاند بايرتس            | بطل الدوري الأسترالي للكرة الطائرة للسيدات 2024–25                                                      |
| [[\|الصين]]          | بكين بايك موتور             | المركز الخامس في الدوري الصيني الممتاز للكرة الطائرة للسيدات 2024–25                                    |
| [[\|تايبيه الصينية]] | تاي باور                    | |
| [[\|هونغ كونغ]]      | هيب هينغ                    | بطل دوري هونغ كونغ للكرة الطائرة للسيدات 2024                                                           |
| [[\|إيران]]          | لم يُحدد بعد                 | بطل الدوري الإيراني للكرة الطائرة للسيدات 2024–25                                                       |
| [[\|الأردن]]         | النصر                       | |
| [[\|كازاخستان]]      | زهيتيسو                     | بطل الدوري الكازاخستاني الوطني للسيدات 2024–25                                                          |
| [[\|الفلبين]]        | كريملاين كول سماشرز         | المركز الأول في الدوري الفلبيني الممتاز للكرة الطائرة - مؤتمر جميع الفلبينيات 2024–25 (الدور التمهيدي)  |
| [[\|الفلبين]]        | بيترو غاز أنجلز ‏            | المركز الثاني في الدوري الفلبيني الممتاز للكرة الطائرة - مؤتمر جميع الفلبينيات 2024–25 (الدور التمهيدي) |
| [[\|الفلبين]]        | بي إل دي تي هاي سبيد هيترز ‏ | المركز الرابع في الدوري الفلبيني الممتاز للكرة الطائرة - مؤتمر جميع الفلبينيات 2024–25 (بطاقة دعوة)     |
| [[\|تايلاند]]        | ناخون راتشاسيما كيومنسي     | بطل دوري الكرة الطائرة للسيدات في تايلاند 2023–24                                                       |
| [[\|فيتنام]]         | في تي في بينه ديين لونغ آن  | بطل دوري الكرة الطائرة في فيتنام 2024                                                                   |

## التشكيلات
يمكن لكل فريق أن يضم ما يصل إلى ثلاثة لاعبين أجانب في تشكيلته.

## توزيع المجموعات
للمرة الأولى منذ نسخة 2016، سيتم تقسيم الفرق إلى أربع مجموعات تحتوي كل منها على ثلاثة فرق. تم سحب القرعة في فندق ذا جراند فوروينغز في بانكوك بتاريخ 12 مارس 2025.
تم تصنيف الفرق في المركز الأول من كل مجموعة بناءً على النظام المتعرج وفقًا لترتيبها في تصنيف الاتحاد الدولي للكرة الطائرة اعتبارًا من 8 يناير 2025. تم سحب الفرق غير المصنفة لتأخذ المواقع المتبقية في الخطوط الأخرى، بناءً على التصنيف العالمي. تم تصنيف فرق الدولة المضيفة والبلدان الأربعة الأولى تلقائيًا في المركز الأول في المجموعات الأربعة. بما أن الفلبين قد شاركت بفريق ثالث (بطاقة دعوة)، فسيتم وضعه في الوعاء وفقًا لترتيبها الحالي في تصنيف الاتحاد الدولي.
| الفرق المصنفة | الوعاء 1                                                                                   | الوعاء 2                                                             |
| --- | ------------------------------------------------------------------------------------------ | -------------------------------------------------------------------- |
| كريملاين كول سمشرز ‏ (52) (H-A) بترو غاز أنجلز ‏ (52) (H-B) بكين بايك موتور ‏ (5) ناكهون راتشاسيما كيو مين سي ‏ (13) | جيتيسو (31) في تي في بين دين لونغ آن ‏ (32) تاي باور (45) بي إل دي تي هاي سبيد هيتيرز ‏ (52) | كوينزلاند بايرتس (55) المنتخب الإيراني ‏ (57) هيب هينغ (60) النصر (–) |

نتائج السحب
| المجموعة A                     | المجموعة B                 | المجموعة C                     | المجموعة D                        |
| ------------------------------ | -------------------------- | ------------------------------ | --------------------------------- |
| كريملاين كول سمشرز ‏ (52) (H-A) | بترو غاز أنجلز ‏ (52) (H-B) | بكين بايك موتور ‏ (5)           | ناكهون راتشاسيما كيو مين سي ‏ (13) |
| جيتيسو (31)                    | تاي باور (45)              | في تي في بين دين لونغ آن ‏ (32) | بي إل دي تي هاي سبيد هيتيرز ‏ (52) |
| النصر (–)                      | هيب هينغ (60)              | المنتخب الإيراني ‏ (57)         | كوينزلاند بايرتس (55)             |

## المكان
ستُقام البطولة في باسِغ في مترو مانيلا.
| جميع المباريات         | PhilSports Arenaدوري أبطال آسيا لكرة الطائرة للسيدات 2025 (Metro Manila) |
| باسِغ، الفلبين          | PhilSports Arenaدوري أبطال آسيا لكرة الطائرة للسيدات 2025 (Metro Manila) |
| ملعب فيل سبورتس أرينا ‏ | PhilSports Arenaدوري أبطال آسيا لكرة الطائرة للسيدات 2025 (Metro Manila) |
| السعة: 10,000          | PhilSports Arenaدوري أبطال آسيا لكرة الطائرة للسيدات 2025 (Metro Manila) |
|                        | PhilSports Arenaدوري أبطال آسيا لكرة الطائرة للسيدات 2025 (Metro Manila) |

## إجراء ترتيب المجموعة
1. إجمالي عدد الانتصارات (مباريات الفوز، مباريات الخاسرة)
2. في حال التعادل، سيُطبق كسر التعادل الأولي التالي: ستُرتب الفرق حسب أكبر عدد من النقاط المكتسبة لكل مباراة على النحو التالي:
  - مباراة الفوز 3–0 أو 3–1: 3 نقاط للفائز، 0 نقطة للخاسر
  - مباراة الفوز 3–2: 2 نقطة للفائز، 1 نقطة للخاسر
  - مباراة الخسارة: 3 نقاط للفائز، 0 نقطة (0–25، 0–25، 0–25) للخاسر
3. إذا استمر التعادل بعد فحص عدد الانتصارات والنقاط المكتسبة، سيقوم الاتحاد الآسيوي للكرة الطائرة بفحص النتائج لكسر التعادل وفقًا للترتيب التالي:
  - حاصل المجموعات: إذا كانت هناك فرق متساوية في عدد النقاط المكتسبة، سيرتبون وفقًا للنسبة الناتجة عن قسمة عدد المجموعات التي فازوا بها على عدد المجموعات التي خسروا فيها.
  - حاصل النقاط: إذا استمر التعادل بناءً على حاصل المجموعات، ستُرتب الفرق وفقًا للنسبة الناتجة عن قسمة مجموع النقاط المسجلة على مجموع النقاط المفقودة في جميع المجموعات.
  - إذا استمر التعادل بناءً على حاصل النقاط، سيُكسر التعادل بناءً على الفريق الذي فاز في مباراة مرحلة الدوري بين الفرق المتعادلة. عندما يكون التعادل في حاصل النقاط بين ثلاثة فرق أو أكثر، ستُرتب هذه الفرق بالنظر إلى المباريات التي تشمل الفرق المعنية فقط.

## الدور التمهيدي
- جميع الأوقات هي توقيت الفلبين (ت ع م+08:00).

### المجموعة أ
| م | Team                    | Pld | W | L | Pts | SW | SL | SR | SPW | SPL | SPR | التأهل        |
| - | ----------------------- | --- | - | - | --- | -- | -- | -- | --- | --- | --- | ------------- |
| 1 | كريملاين كول سمشريز (H) | 0   | 0 | 0 | 0   | 0  | 0  | —  | 0   | 0   | —   | الربع النهائي |
| 2 | زهيتسو                  | 0   | 0 | 0 | 0   | 0  | 0  | —  | 0   | 0   | —   | الربع النهائي |
| 3 | النصر                   | 0   | 0 | 0 | 0   | 0  | 0  | —  | 0   | 0   | —   |               |

| التاريخ | التوقيت |  | النتيجة |  | الشوط 1 | الشوط 2 | الشوط 3 | الشوط 4 | الشوط 5 | المجموع | التقرير |
| ------- | ------- |  | ------- |  | ------- | ------- | ------- | ------- | ------- | ------- | ------- |
|         |         |  | –       |  | –       | –       | –       |         |         | 0–0     |         |
|         |         |  | –       |  | –       | –       | –       |         |         | 0–0     |         |
|         |         |  | –       |  | –       | –       | –       |         |         | 0–0     |         |

### المجموعة ب
| م | Team               | Pld | W | L | Pts | SW | SL | SR | SPW | SPL | SPR | التأهل        |
| - | ------------------ | --- | - | - | --- | -- | -- | -- | --- | --- | --- | ------------- |
| 1 | بترو غاز أنجلز (H) | 0   | 0 | 0 | 0   | 0  | 0  | —  | 0   | 0   | —   | الربع النهائي |
| 2 | تاي باور           | 0   | 0 | 0 | 0   | 0  | 0  | —  | 0   | 0   | —   | الربع النهائي |
| 3 | هيب هينغ           | 0   | 0 | 0 | 0   | 0  | 0  | —  | 0   | 0   | —   |               |

| التاريخ | التوقيت |  | النتيجة |  | الشوط 1 | الشوط 2 | الشوط 3 | الشوط 4 | الشوط 5 | المجموع | التقرير |
| ------- | ------- |  | ------- |  | ------- | ------- | ------- | ------- | ------- | ------- | ------- |
|         |         |  | –       |  | –       | –       | –       |         |         | 0–0     |         |
|         |         |  | –       |  | –       | –       | –       |         |         | 0–0     |         |
|         |         |  | –       |  | –       | –       | –       |         |         | 0–0     |         |

### المجموعة ج
| م | Team                     | Pld | W | L | Pts | SW | SL | SR | SPW | SPL | SPR | التأهل        |
| - | ------------------------ | --- | - | - | --- | -- | -- | -- | --- | --- | --- | ------------- |
| 1 | بكين بايك موتور          | 0   | 0 | 0 | 0   | 0  | 0  | —  | 0   | 0   | —   | الربع النهائي |
| 2 | في تي في بين دين لونغ أن | 0   | 0 | 0 | 0   | 0  | 0  | —  | 0   | 0   | —   | الربع النهائي |
| 3 | TBA                      | 0   | 0 | 0 | 0   | 0  | 0  | —  | 0   | 0   | —   |               |

| التاريخ | التوقيت |  | النتيجة |  | الشوط 1 | الشوط 2 | الشوط 3 | الشوط 4 | الشوط 5 | المجموع | التقرير |
| ------- | ------- |  | ------- |  | ------- | ------- | ------- | ------- | ------- | ------- | ------- |
|         |         |  | –       |  | –       | –       | –       |         |         | 0–0     |         |
|         |         |  | –       |  | –       | –       | –       |         |         | 0–0     |         |
|         |         |  | –       |  | –       | –       | –       |         |         | 0–0     |         |

### المجموعة د
| م | Team                     | Pld | W | L | Pts | SW | SL | SR | SPW | SPL | SPR | التأهل        |
| - | ------------------------ | --- | - | - | --- | -- | -- | -- | --- | --- | --- | ------------- |
| 1 | ناخون راتشاسيما كويمن سي | 0   | 0 | 0 | 0   | 0  | 0  | —  | 0   | 0   | —   | الربع النهائي |
| 2 | PLDT هاي سبيد هيترز (H)  | 0   | 0 | 0 | 0   | 0  | 0  | —  | 0   | 0   | —   | الربع النهائي |
| 3 | كوينزلاند بايرتس         | 0   | 0 | 0 | 0   | 0  | 0  | —  | 0   | 0   | —   |               |

| التاريخ | التوقيت |  | النتيجة |  | الشوط 1 | الشوط 2 | الشوط 3 | الشوط 4 | الشوط 5 | المجموع | التقرير |
| ------- | ------- |  | ------- |  | ------- | ------- | ------- | ------- | ------- | ------- | ------- |
|         |         |  | –       |  | –       | –       | –       |         |         | 0–0     |         |
|         |         |  | –       |  | –       | –       | –       |         |         | 0–0     |         |
|         |         |  | –       |  | –       | –       | –       |         |         | 0–0     |         |